# Аполлон (космічний корабель)

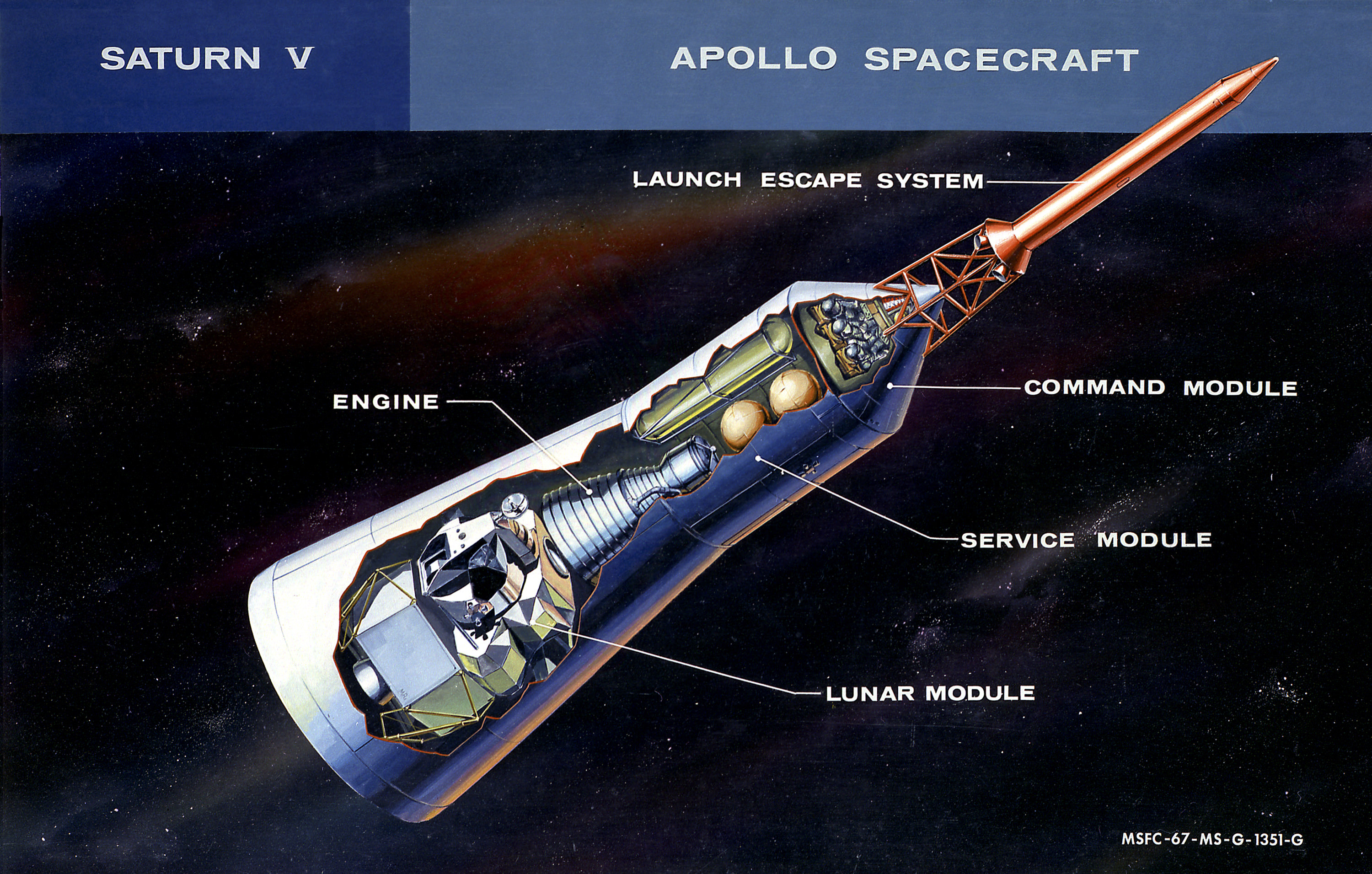
Космічний апарат «Аполлон»: командний відсік, службовий відсік, місячний модуль.

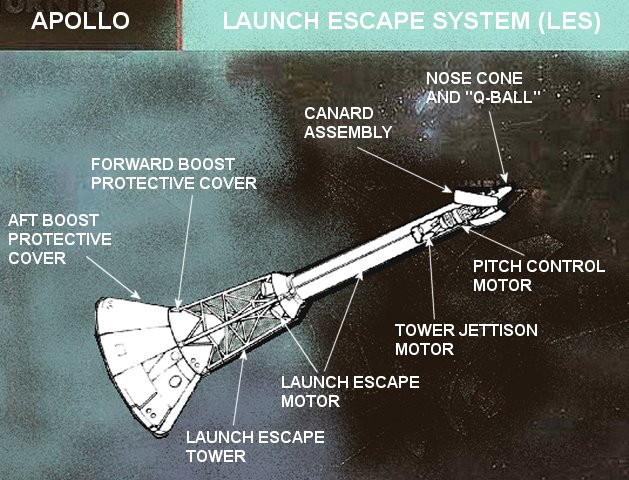
Космічний апарат «Аполлон»: система порятунку на старті.

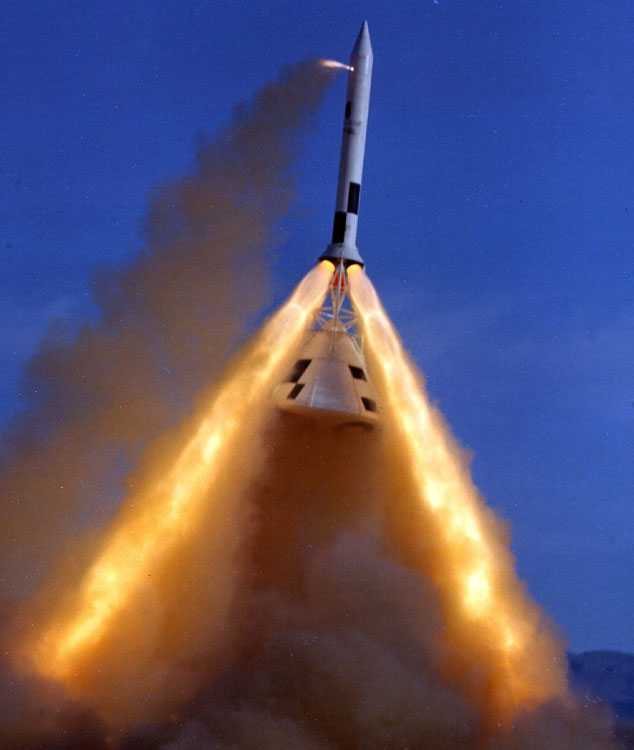
Випробування аварійної системи порятунку, видно роботу двигунів відхилення і витягування (НАСА).

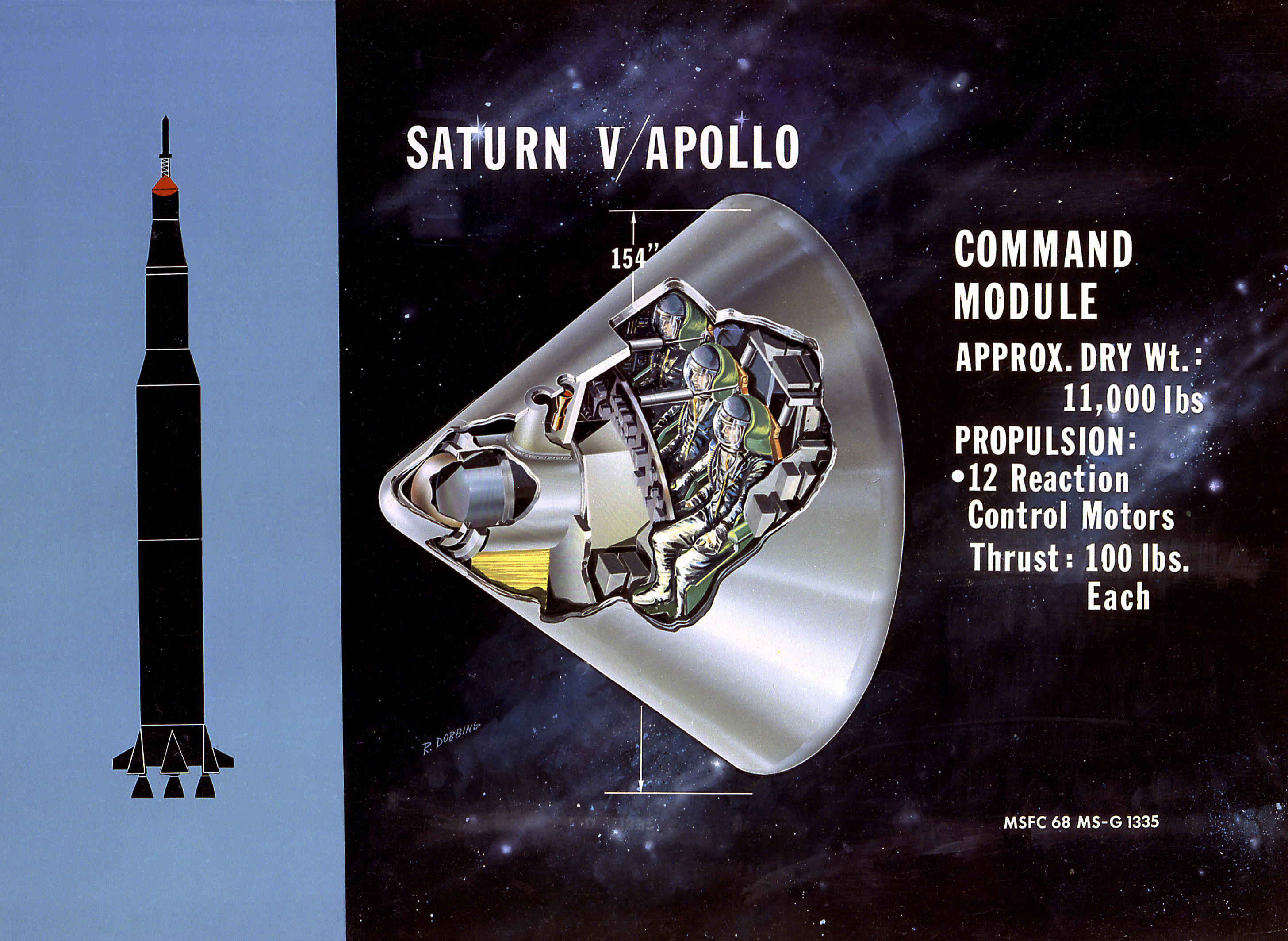
Космічний апарат «Аполлон»: схема командного відсіку.

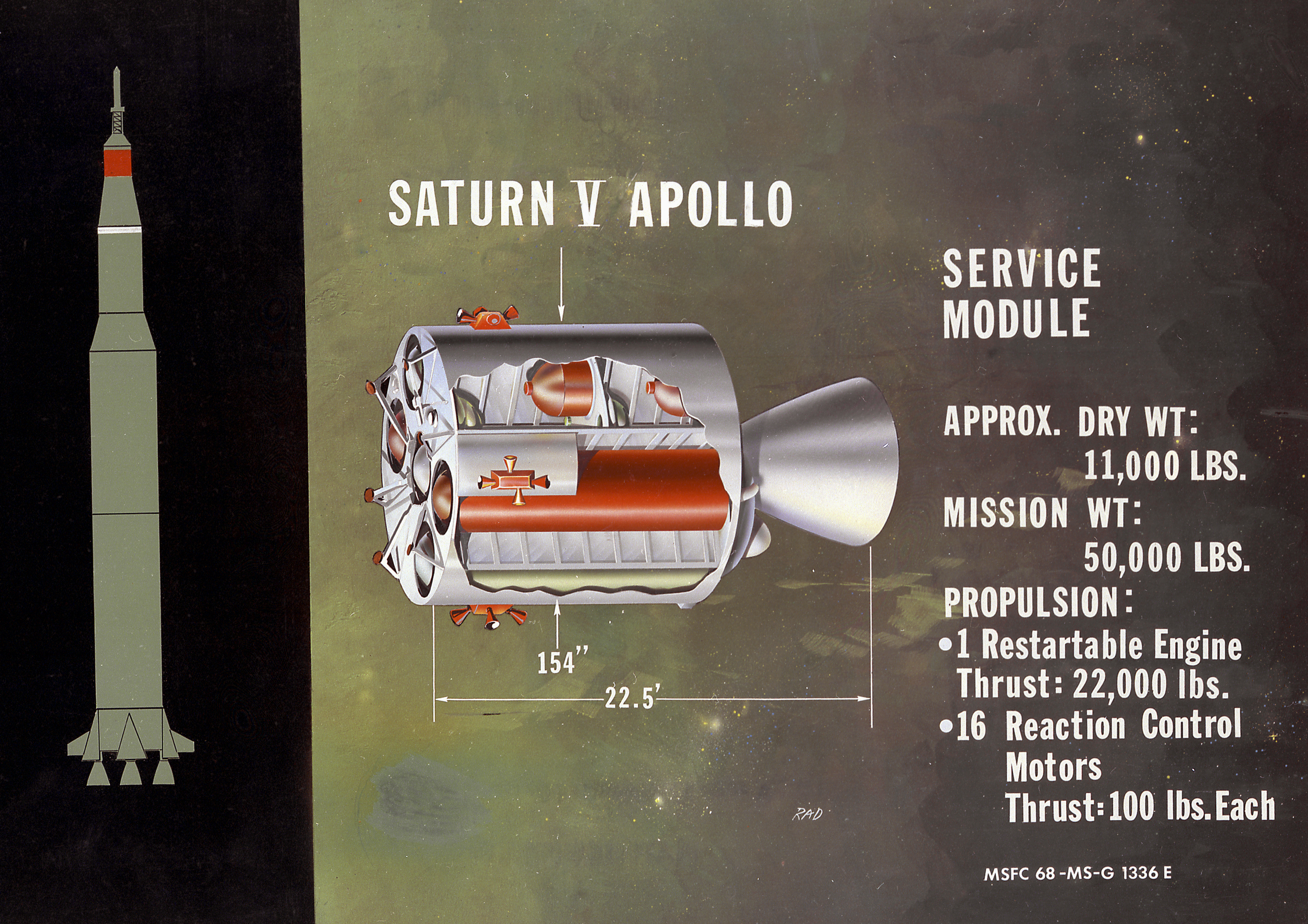
Космічний апарат «Аполлон»: схема службового відсіку.

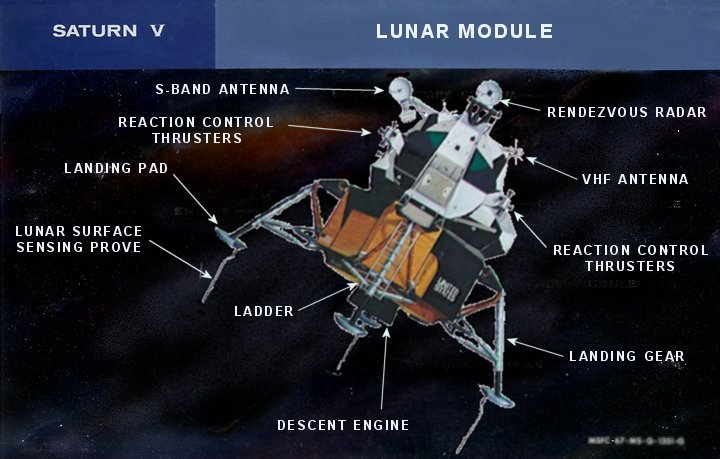
Космічний апарат «Аполлон»: схема місячного модуля.

«Аполло́н» (англ. Apollo) — серія американських тримісних космічних кораблів, яку використовували у програмі «Аполлон».

## Загальна інформація
Основне призначення — доставка космонавтів на Місяць. Кораблі «Аполлон» також використовували для безпілотних польотів і польотів космонавтів навколо Землі. Модифікації «Аполлона» — для доставки 3 екіпажів на орбітальну станцію «Скайлеб» та стикування з радянським космічним кораблем «Союз-19» за програмою «Союз — Аполлон», ЕПАС. Корабель складався з основного блока (командний відсік, який повертався на Землю, та службовий відсік) і місячного модуля (посадковий і злітний ступені), в якому астронавти приземлялись і стартували з Місяця.
Максимальна стартова маса 48,8 т, об'єм житлових відсіків 12,7 м³, максимальний час перебування на Місяці 75 годин. З 1968 по 1975 рік здійснено польоти 15 космічних кораблів з екіпажем, всього 38 космонавтів, з них шість «Аполлонів» успішно здійснили місячні експедиції (з 1969 по 1972 рік на «Аполлоні-11», -12, -14, -15, -16, -17). На Місяць висаджувалися 12 астронавтів. На «Аполлоні-11» здійснено першу посадку на Місяць (Ніл Армстронг, Базз Олдрін, 1969)

## Технічні дані
Космічний корабель «Аполлон» складався з Командного і службового відсіків, Місячного модуля та аварійної системи порятунку.
| Модуль                                                       | Маса, кг      | Довжина, м | Діаметр, м         |
| Командний відсік (плюс система аварійного порятунку 4200 кг) | 5470—5500     | 3,43       | 3,920              |
| Службовий відсік                                             | 22 700—22 800 | 4,0        | 3,91               |
| Місячний відсік                                              | 14 500        | 7,6        | 10 (шасі випущене) |
| Перехідник кріплення корабля «Аполлон» до ступеня S-IVB      | 1700—1800     |            |                    |

### Командний відсік
Командний відсік — це центр управління польотом. Усі члени екіпажу протягом польоту перебували саме у командному відсіці, за винятком етапу висадки на Місяць. Командний відсік — єдина частина системи «Сатурн V» — «Аполлон», у якій екіпаж повертався на Землю після польотів на Місяць.
Командний відсік розробила компанія North American Rockwell (США) у формі конуса зі сферичною основою, діаметр основи 3920 мм, висота конуса 3430 мм, кут при вершині 60°, номінальна вага 5500 кг.
Командний відсік мав герметичну кабіну з системою життєзабезпечення екіпажу, систему управління і навігації, систему радіозв'язку, систему аварійного рятування і теплозахисний екран.

### Службовий відсік
Службовий відсік корабля «Аполлон» також розробила компанія North American Rockwell (США). Він мав форму циліндра завдовжки 394,3 см з діаметром 391,4 см. З урахуванням довжини сопла маршового РРД, яке виходило назовні корпуса, загальна довжина відсіку 791,6 см. Від старту до входу в атмосферу службовий відсік жорстко з'єднувався з командним відсіком, утворюючи базовий блок корабля «Аполлон». Перед входом в атмосферу командний відсік відокремлювався від службового.
Загальна маса службового відсіку була 23,3 т, в тому числі 17,7 т палива. У відсіку розташовувалась маршова рушійна установка з РРД фірми Aerojet General (США), РРД системи реактивного управління фірми Marquardt (США), паливні баки й агрегати рушійних установок та енергетична установка на воднево-кисневих паливних елементах.
Службовий відсік забезпечував маневри корабля на траєкторії польоту до Місяця, корекцію траєкторії, вихід на орбіту Місяця, перехід з орбіти Місяця на траєкторію польоту до Землі і корекцію траєкторії повернення.

### Місячний модуль
Місячний модуль корабля «Аполлон» розробила компанія Grumman (США). Він мав два ступені: посадковий та злітний. Посадковий ступінь, обладнаний самостійною рушійною установкою і шасі, використовували для зниження місячного корабля з орбіти Місяця до м'якої посадки на місячну поверхню, а також він був стартовим майданчиком для злітного ступеня.
Злітний ступінь, з герметичною кабіною для екіпажу та самостійною рушійною установкою, після завершення перебування на Місяці стартував з верхньої частини посадкового ступеня і на орбіті зістиковувався з командним відсіком. Відсіки розділювались піротехнічними пристроями.
Злітний і посадковий ступінь мали тепловий та мікрометеоритний захисні екрани з багатошарового майлару й алюмінію.

#### Злітний ступінь
Злітний ступінь місячного модуля мав три основні відсіки: відсік екіпажу, центральний відсік і відсік обладнання. Герметичними були тільки відсік екіпажу та центральний. Герметичні відсіки мали загальний об'єм 6,7 м³, тиск всередині становив 0,337 кг/см². Висота злітного ступеня була 3,76 м, діаметр 4,3 м. Конструктивно злітний ступінь складався з шести вузлів: відсік екіпажу, центральний відсік і відсік обладнання, вузол кріплення РРД, вузол кріплення антен, тепловий і мікрометеорний екран. Циліндричний відсік екіпажу діаметром 2,35 м, завдовжки 1,07 м (об'єм 4,6 м³) був зроблений з алюмінієвих сплавів.
Два робочі місця астронавтів обладнувались пультами управління, системою фіксації космонавтів, двома вікнами переднього огляду, вікнами над головами для спостереження за процесом стикування, телескопом у центрі між космонавтами. Дві особи могли автономно перебувати в модулі 75 годин.

#### Посадковий ступінь
Посадковий ступінь місячного модуля мав хрестоподібну раму з алюмінієвого сплаву. У центральному відсіку розташовувалась рушійна установка з посадковим рідинним ракетним двигуном (РРД) фірми STL.
У чотирьох відсіках, утворених рамою навколо центрального відсіку, встановлювали паливні баки, кисневий бак, бак з водою, гелієвий бак, електронне обладнання, підсистема навігації і управління, посадковий радіолокатор і акумулятори.
Чотириопорне шасі посадкового ступеня поглинало енергію удару при посадці корабля на поверхню Місяця, використовуючи для цього чарункові патрони, встановлені на телескопічних стояках ніг шасі. Удар також пом'якшувався деформацією вкладених чарункових елементів у центрах посадкових опор.
Висота посадкового ступеня була 3,22 м, діаметр 4,3 м.

## Цікаво
- Астронавти зустрічають світанок кожні 90 хвилин[1]